# Юр'єво (Дмитровський міський округ)
Ю́р'єво (рос. Юрьево) — присілок у складі Дмитровського міського округу Московської області, Росія.

## Населення
Населення — 47 осіб (2010; 31 у 2002).
Національний склад (станом на 2002 рік):
- росіяни — 97 %